# 艾莉森·乔利 (生物学家)
艾莉森·喬利（英語：Alison Jolly，娘家姓毕晓普，Alison Bishop，1937年5月9日—2014年2月6日）是一位美国灵长类学家，知名于对狐猴的生物学研究，曾对马达加斯加的狐猴进行了广泛的实地考察。